# Európai Gyógyszerészhallgatók Szövetsége

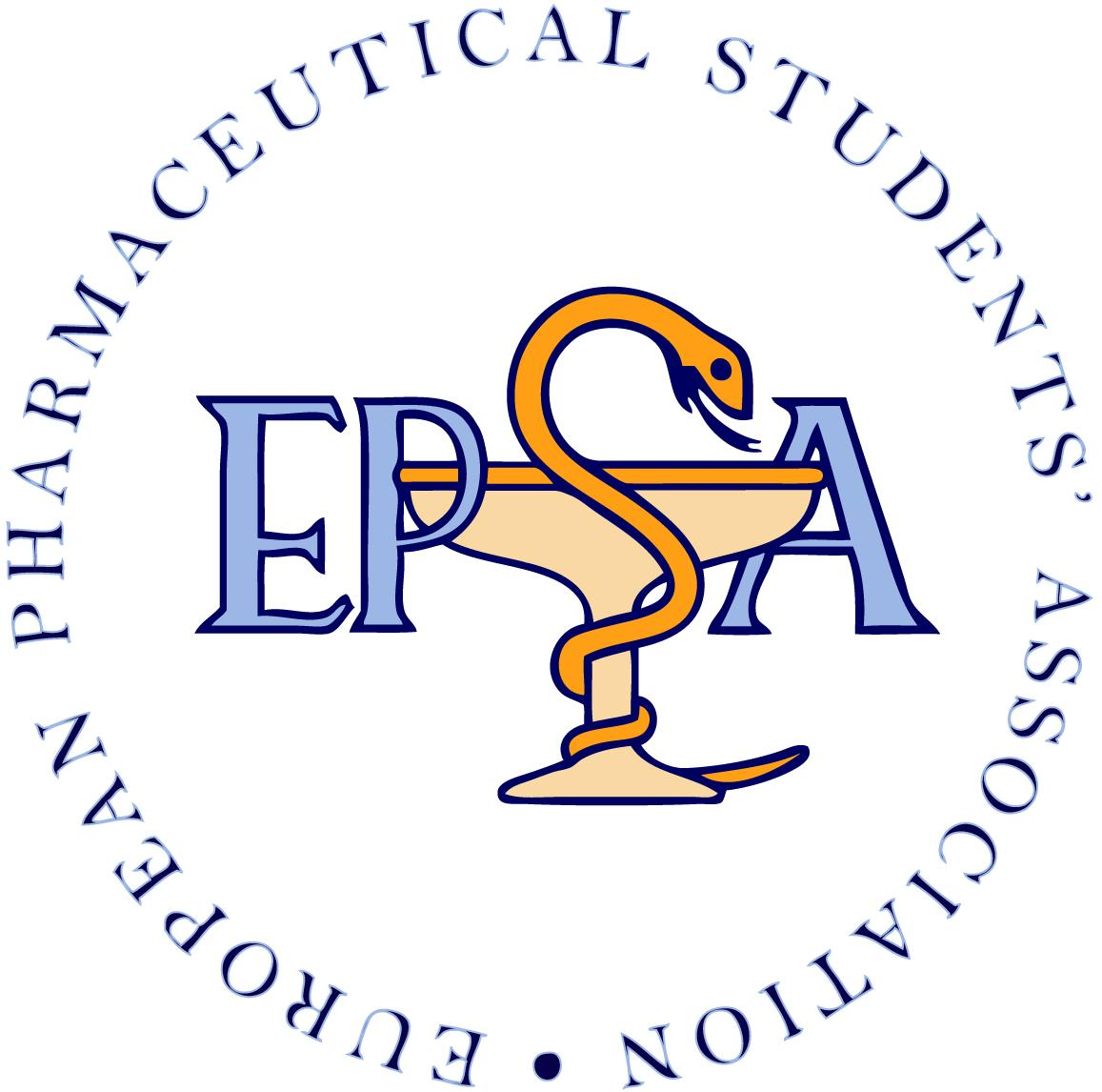
Az EPSA logója

Az Európai Gyógyszerészhallgatók Egyesülete (European Pharmaceutical Students' Association, röviden EPSA) egy nonprofit szervezet, amely 44 gyógyszerészhallgatói egyesületet képvisel 37 országból, összesen 120 000 gyógyszerészhallgatót egész Európából. Az EPSA-t 1982-ben alapították. Az egyesület fő célja, hogy fejlessze az európai gyógyszerészhallgatók érdeklődését és a véleményét, valamint bátorítsa őket az együttműködésre. Az ESPA mottója: „A gyógyszerészet, a tudás és a hallgatók összekapcsolása”, mely tükrözi a célját, hogy népszerűsítse az ötleteket és a véleményeket az európai gyógyszerészhallgatók körében, hogy ezzel is fejlesszék az oktatást, a gyógyszerészeti szakmát és a gyógyszerészeti tudományokat. Az EPSA központja Brüsszelben, Belgiumban található. Az Európai Uniós ügyekért felelős alelnök itt dolgozik, együttműködésben az Európai Unió Gyógyszerészeti Csoportjával (PGEU), hogy felhívja a figyelmet a gyógyszerészek kiemelkedően fontos szerepére a közegészségügyben. Mielőtt Brüsszelbe költözött volna az EPSA, Leidenben, Hollandiában volt a székhelye.

## Történelem
1978-ban a Francia Gyógyszerészhallgatók Egyesülete (ANEPF) meghívott diákokat más európai országokból a Nancy-ban tartott éves kongresszusukra. A megbeszélés célja a közelgő Európai Közösség gyógyszerészetet érintő irányelveire összpontosított és hogy a különböző országokban folyó oktatást összehasonlítsák. A kongresszus során kiderült, hogy ez nehezebb, mint gondolták és több időt igényel. A résztvevők mind egyetértettek abban, hogy ez további megbeszéléseket igényel. Ennek következtében a Nemzetközi Gyógyszerészhallgatók Szövetsége (IPSF) javaslatot tett egy európai albizottság létrehozására (ESC), mely később még abban az évben az IPSF edinburgh-i kongresszusán meg is alapult.
4 évvel később, 1982-ben az európai albizottság függetlenné vált, a nevét pedig az Európai Gyógyszerészhallgatók Bizottságára változtatta és hivatalos bejegyzésre került az Illkrich-i bíróságon. Az Egyesület fő célja volt, hogy Európán belül a gyógyszerészeti képzések egymást kölcsönösen elismerjék és ez által is előmozdítsák a gyógyszerészek szabad mozgását.
Az EPSA mostani nevét 10 évvel a függetlenedés után a 15. éves kongresszuson kapta, melyet Helsinkiben, Finnországban rendeztek meg, és a 16. éves kongresszus (Tuebingen, Németország) után vált hivatalossá 1993-ban.

## Szerkezet, felépítés

### Közgyűlés
A Szervezeti és Működési Szabályzatnak (SZMSZ) megfelelően a legmagasabb döntéshozó testület az EPSA-ban a Közgyűlés. Évente kétszer kerül megrendezésre Közgyűlés: először áprilisban az Éves Kongresszuson, másodszor pedig októberben az őszi gyűlésen. Ez elősegíti az Egyesület gördülékeny működését, fontos döntéseket hoznak, beleértve az SZMSZ változtatásait is. Az EPSA rendes tagoknak van választási joguk is. Hogy ezzel a jogukkal élhessenek is, elvárás, hogy éves és féléves jelentéseket küldjenek a Liaison Secretary-k és hogy a tagdíjat befizessék.

### Tisztviselők

#### EPSA csoport
Az EPSA csoportot minden évben az EPSA Éves Kongresszuson választják meg. A Vezetőséggel az élén az EPSA csoport a tagegyesületekkel azon dolgozik, hogy a kitűzött célokat elérjék.

#### Vezetőség
Az EPSA Vezetőség intézi az Egyesület ügyeit és vezeti a munkákat, melyeket az EPSA különböző területeken végez.
Az Európai Albizottság (ESC) egy vezetőségi taggal kezdte meg működését, aki az Elnök volt. Azonban a munka mennyisége folyamatosan nőtt, így szükségessé vált a munka megosztására több ember bevonása. A Vezetőséget eredetileg az IPSF kongresszusokon választották meg. 1982-től kezdve, amikor is az IPSF és az Európai Albizottság szétváltak, a Vezetőséget innentől kezdve az ESC kongresszusokon választották meg. 1998-ig a Bizottságot (melynek tagjai az Elnök, az Alelnök, a Titkár és a Kincstárnok voltak) a kongresszuson választották meg, a Vezetőség többi tagját pedig kijelölték. 1998-tól kezdve azonban a teljes Vezetőséget a kongresszuson választották és munkájukat számos alcsoport segítette.

Ezek után még számos változtatást vittek véghez a Vezetőségen belül: megjelentek a különböző Alelnöki és a Leköszönő Elnöki pozíciók. A legutolsó változtatásokat a 2010-es krakkói EPSA Kongresszuson hozták. Az aktuális EPSA Vezetőséget 8 fő alkotja, melyek közül 6-ot választanak és 2-t kijelölnek.
Az EPSA csapat 2010/2011:

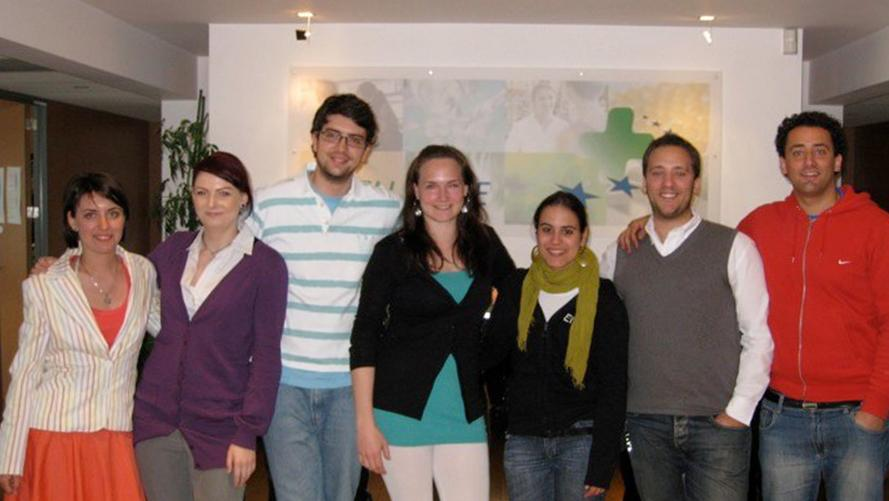
EPSA Executive 2010/2011 (missing Jurij Obreza)

- Elnök: Anette Aaland Krokaas (NOR)
- Oktatási alelnök: Joao Duarte (POR)
- Titkár: Katja-Emilia Lillsunde (FIN)
- Kincstárnok: Guillherme Monteiro (POR)
- Kapcsolatszervezésért felelős alelnök: Mariana Fróis (POR)
- Mobilitásért felelős alelnök: Jurij Obreza SVN)
- Külügyekért felelős alelnök (jelölt): Sanziana Marcu-Lapadat (ROM)
- Leköszönő elnök (jelölt): Tomaso Piaggio (ITA)

#### Oktatási Bizottság
Az Oktatási Bizottság (melyet 4 koordinátor alkot) munkáját az Oktatásért felelős Alelnök felügyeli. Mindegyik koordinátor felelősséggel tartozik azon munkák vezetésért melyek a felügyeletük alá tartozik.
- Szociális szolgáltatásokért és Közegészségügyért felelős koordinátor: Cristina Parau (ROM)
- Oktatásért és Szakmai Ügyekért felelős koordinátor: Dina Cvijetić (HRV)
- Tudományos részleg koordinátora: Georgios Vasilopoulos (GRC)
- Training koordinátor: Inkatuuli Heikkinen (FIN)

#### Tisztviselők
5 tisztviselő van, akik az adminisztratív és technikai ügyekért felelősek az Egyesület életében és segítik a Kapcsolatszervezésért felelős alelnök munkáját a kommunikáció során.
- Kiadványokért felelős tisztviselő: Kelly Seng (FRA)
- Dizájnért felelős tisztviselő: António Valério (POR)
- Információs Technológiáért felelős tisztviselő: Nemanja Jeremic (SRB)
- Eseményekért felelős tisztviselő: Kagan Atikeler (TUR)
- Öregdiákokért felelős tisztviselő:

#### Koordinátorok
Ezeken kívül az EPSA-nak van 3 koordinátora, akik közül kettő felelős az EPSA bevételeiért és a harmadik pedig IMP programért:
- Támogatásért felelős koordinátor: Ali Rahmouni (FRA)
- Adományokért felelős koordinátor: Basak Özkan (TUR)
- Központi IMP koordinátor: Iva Angelova (BGR)

#### Parlamenti Tanács
A Parlamenti Tanács a felülvizsgáló hatóság, biztosítja, hogy a meghozott döntések megfelelnek az Egyesület szabályainak és közbeavatkoznak, ha mégsem. A Parlamenti Tanácsot 3 fő alkotja, akik közül egyet a vezetőjüknek választanak. A tagok lehetnek különböző országból származók.
- Parlamenti Tanács vezetője: Miguel Ribeiro (PRT)
- Parlamenti Tanács Tag 1: Gözde Sönmez (TUR)
- Parlamenti Tanács Tag 2: Raluca Negricea (ROM)

#### Auditáló Bizottság
Az EPSA számláját az Auditáló Bizottság felügyeli és beszámolót készít a Közgyűlés számára. A Bizottságot legalább két személy alkotja, melyeket a Parlamenti Tanács jelöl ki és lehetőség szerint különböző országból származnak.
- Auditáló Bizottság Tag 1: Yigit Lafci (TUR)
- Auditáló Bizottság Tag 2: Lionel Vidoudez (CHE)

#### Éves Kongresszus Fogadóbizottságának Elnöke
Az EPSA Éves Kongresszus a legfontosabb esemény a év során. Ezt az eseményt egyrészről az EPSA másrészről a befogadó egyesület szervezi. A sikeres szervezés érdekében megalakították a Fogadóbizottságot, melynek élén az Elnök áll, akit az EPSA Tisztviselők jelölnek ki és lehetősége van részt venni a Vezetőségi üléseken azzal a céllal, hogy minél gördülékenyebben menjen a szervezés a siker érdekében.
- EPSA Éves Kongresszus 2011 Lisszabon, Fogadóbizottság Elnöke: Bruno Marques

#### Liaison Secretary-k
A Liaison Secretary-ket az egyes egyesületek választják és fő feladatuk, hogy az EPSA programokat helyi szinten is végrehajtsák a nemzeti szervezetek és kapcsolatot teremtenek az EPSA Vezetőség a Nemzeti Szervezetek között. A Liaison Secretary-k hivatalos küldöttek és szavazati joggal rendelkeznek a Közgyűléseken.

#### Individual Mobility Project (IMP) koordinációs bizottság
Az IMP koordinációs bizottság azon dolgozik, hogy minél több előnyt szerezzenek az EPSA ezen programjából. A bizottság tagjai a központi IMP koordinátor és az egyes tagegyesületeknél, akik részt vesznek a programban a helyi koordinátorok. Az IMP központi koordinátorát az EPSA többi tisztviselőjéhez hasonlóan a Közgyűlésen választják, míg a helyi koordinátorokat a helyi egyesületek választják vagy jelölök ki.

#### Tagok
Az EPSA rendes tagok nemzeti gyógyszerészhallgatók egyesületei Európa földrajzi határain belül, melyeket az Európai Tanács független országként elismer. Az EPSA-nak vannak pártoló tagjai is: ezek olyan gyógyszerészhallgató egyesületek, melyek egy-egy gyógyszerészhallgatói kart képviselnek az országukból.
Az EPSA-nak 27 hivatalos és 2 pártoló tagja van:
- AEFFUL Lisszaboni Gyógyszerészhallgatók Egyesülete (Associação dos Estudantes da Faculdade de Farmácia da Universidade de Lisboa) – Portugal
- AHUPS	Hacettepe Egyetem Gyógyszerészhallgatói Karának Egyesülete (Hacettepe Üniversitesi Eczacılık Öğrencileri Birliği)
- AISF	Olaszországi Gyógyszerészhallgatók Egyesülete (Associazione Italiana Studenti di Farmacia)
- ANEPF Francia Nemzeti Gyógyszerészhallgatók Egyesülete (Association Nationale des Etudiants en Pharmacie de France)
- APEF Portugál Gyógyszerészhallgatók Egyesülete (Associação Portuguesa de Estudantes de Farmácia)
- ArMSA Örmény Gyógyszerészhallgatók Egyesülete
- asep Archiválva 2013. július 30-i dátummal a Wayback Machine-ben Svájci gyógyszerészhallgatók Egyesülete (association suisse des étudiants en pharmacie)
- [BHPSA]	Bosznia és Hercegovina Gyógyszerészhallgatóinak Egyesülete
- BPhD Német Gyógyszerészhallgatók Egyesülete (Bundesverband der Pharmaziestudierend en Deutschland)
- BPhSA Bolgár Gyógyszerészhallgatók Egyesülete (Българска фармацевтична студентска асоциация)
- BPSA Angol Gyógyszerészhallgatók Egyesülete British Pharmaceutical Students' Association
- CPSA Horvát Gyógyszerészhallgatók Egyesülete (Udruga studenata farmacije i medicinske biokemije Hrvatske)
- FASFR Román Gyógyszerészhallgatói Egyesületek Szövetsége (Federatia Asociatilor Studentilor Farmacisti din Romania)
- FEEF Spanyol Gyógyszerészhallgatók Szövetsége (Federación Española de Estudiantes de Farmacia)
- FiPSA Archiválva 2010. január 6-i dátummal a Wayback Machine-ben Finn Gyógyszerészhallgatók Egyesülete
- GPSF Görög Gyógyszerészhallgatók Egyesülete
- HUPSA Magyar Gyógyszerészhallgatók Egyesülete (Hungarian Pharmaceutical Students' Association)
- IUPSA Isztambuli Nemzetközi Egyetem Gyógyszerészhallgatói
- K.N.P.S.V. Gyógyszerészhallgatók Királyi Holland Egyesülete (Koninklijke Nederlandse Pharmaceutische Studenten Vereniging)
- LPSA Lett Gyógyszerészhallgatók Egyesülete (Latvijas Farmacijas Studentu Asociacija)
- MPSA Macedón Gyógyszerészhallgatók Egyesülete (Студентски Сојуз на Фармацевти на Македонија)
- MPSA Máltai Gyógyszerészhallgatók Egyesülete
- NAPSer Szerb Gyógyszerészhallgatók Nemzeti Egyesülete (Nacionalna Asocijacija Studenata Farmacije-Srbija)
- SPSA Szlovák Gyógyszerészhallgatók Egyesülete
- NoPSA Norvég Gyógyszerészhallgatók Egyesülete
- SFD Gyógyszerészhallgatók Egyesülete, Litvánia
- SNAPS Svéd Gyógyszerészhallgatók Nemzeti Egyesülete
- SoP Gyógyszerészeti Tudományok Diákjai, Dánia
- SSFB Bukaresti Gyógyszerészhallgatók Társasága (Societatea Studentilor in Farmacie Bucuresti)
- SSSFD Archiválva 2016. április 22-i dátummal a Wayback Machine-ben Szlovén Gyógyszerészeti Társaság Diákbizottsága (Študentska sekcija Slovenskega farmacevtskega društva)
- USF	Gyógyszerészhallgatók Egyesülete, Csehország (Unie Student Farmacie)
- YP Fiatal Gyógyszerészek, Lengyelország (Mloda Farmacja)

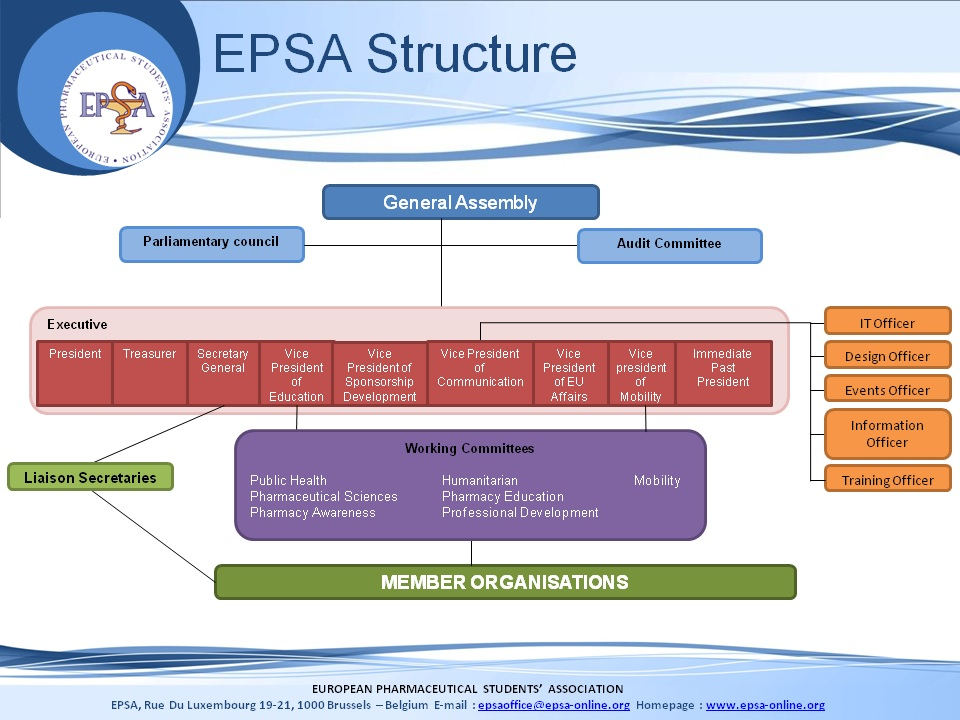
EPSA Structure.

#### Kuratórium
Ennek tagjai a gyógyszerészet különböző szakterületeiről származó szakemberek, akik segítik az EPSA vezetőségét a tapasztalataikkal és a kapcsolataikkal.
Tagjai:
- Prof. Bart Rombaut
- Dr. D. Tromp
- Jaka Brumen
- Ivana Silva
- Prof. Ian Bates
- Hubertus Cranz
- Catherine Duggen
- Dr. Graham Davies
- Prof. Momir Mikov
- Raisa Laaksonen
- Hans Linden

#### Örökös tagok
Az Örökös Tag címet olyan egyének kaphatják meg, akik kiemelkedő munkát tettek az Egyesületért. Az ő munkájuknak köszönhetően az Egyesület céljai találkoztak a professzionalizmussal és kiválósággal. Az Örökös Tagokat a Közgyűlésen választják kétharmados többséggel. Eddig a következő emberek kapták meg az Örökös Tagság kitüntető címet:
- 2000 Niamh Fitzgerald
- 2001 Ivana Silva
- 2002 Diogo Cruz
- 2002 Micheal Gafa
- 2003 Sean McAteer
- 2003 Lucija Sotosek
- 2004 Jorrit Peter Neumann
- 2006 Timo Mohnani
- 2007 Vaiva Deltuvaite
- 2007 Jaka Brumen
- 2008 Alena Petrikova
- 2009 Boštjan Čeh
- 2009 Jurate Svarcaite
- 2010 Fokion Sinis
- 2010 Louise Winnecke Jensen

## Események

### Éves Kongresszus
Az EPSA Éves Kongresszus a legnagyobb és legfontosabb esemény az év során és általában áprilisban rendezik meg. Itt az EPSA tagoknak lehetőségük adódik találkozni és a gyógyszerészetről valamint az EPSA-ról beszélgetni, vitázni, tanácskozni. Az Éves Kongresszuson van oktatási program (workshop, training), társasági program és az első EPSA Közgyűlést is itt rendezik meg. Az Éves kongresszus általában egy hétig tart. 2011-ben Lisszabonban, Portugáliában rendezik meg az EPSA Éves Kongresszust. Ez másrészt lehetőséget teremt a küldötteknek a tagegyesületekből, hogy összegyűlve nagy adag lelkesedéssel vágjanak neki a következő évnek. Az Éves Kongresszus során az EPSA rendes tagok által választják meg egy évre az EPSA csapatot.

### Őszi Gyűlés
Az EPSA Őszi Gyűlés a második legfontosabb esemény az év során, melyet rendszerint októberben rendeznek meg. Az Őszi Gyűlés célja, hogy lehetőséget teremtsen a tagoknak a féléves munkájukról számot adni és a motivációjukat megújítani. A Gyűlés keretein belül kerül sor a második Közgyűlésre. 2004 és 2008 között az Őszi Gyűlések a Klinikai Gyógyszerészek Európai Társaságával (ESCP) közösen kerültek megrendezésre három esemény kapcsolatában: EPSA Éves második kongresszus, EPSA/ESCP diák-szimpózium, ESCP szimpózium. 2009-ben először került megrendezésre az Őszi Gyűlés a DIA-val (Drug Information Association) közösen. A következő Őszi Gyűlésre 2010. október 25-30. között Helsinkiben kerül sor.

### Nyári Egyetem
A Nyári Egyetem a harmadik fontos esemény az év során, melyet rendszerint július végén rendeznek meg. Az esemény keretein belül vannak oktatási és szociális programok is. Az EPSA többi eseményével ellentétben itt nem tartanak Közgyűlést. 2010. július 18-24. között került sor a 12. Nyári Egyetem megrendezésre, melynek Burgasz városa adott otthont.

### Éves Fogadás
Az Éves Fogadást minden év februárjának végén rendezik meg Brüsszelben, az EPSA központjában. Az esemény fő célja, hogy az EPSA csapat bemutassa munkáját és terveit a Kuratóriumnak és a partnereknek A fogadás alatt lehetőség van egy kerekasztal beszélgetésre, melyet az EPSA elnök vezet, és célja, hogy fejlesszék az EPSA munkáját és terveit. Az Éves Fogadás témáját minden évben a vezetőség választja meg: 2009/2010-ben ez az EPSA IMP Project.

### WHSS – World Healthcare Students’ Symposium
A WHSS egy olyan 4 napos konferencia, melyen a világ minden részéről érkező, egészségügyi szakmát tanuló diákok vesznek részt. Az első ilyen eseményre 2005 novemberében Máltán került sor, melyen 230 orvostanhallgatók, gyógyszerészhallgató, ápolóhallgató vett részt 42 országból. A kongresszus célja volt, hogy a kommunikáció és a megértés jobb legyen az egyes szakmák között, és fejlesszék a szaktudást valamint a szakmai tudatosságot.
A következő hallgatói egyesületek vesznek részt ezen esemény megszervezésében: EPSA, Orvostanhallgatók Nemzetközi Szervezete (IFMSA), Gyógyszerészhallgatók Nemzetközi Szervezete (IPSF), Európai Ápolóhallgatók Egyesülete (ENSA), Nővérek Nemzetközi Tanácsa – Diákhálózat (ICN-SN), Európai Orvostanhallgatók Egyesülete (EMSA).

### A Parkinson betegséggel foglalkozó Nyári Iskola
Ez egy közös szervezés, melyben részt vesz az EPSA, EMSA, ENSA és az EFPSA, melynek során az egészségügyi szakterületen tanuló diákok 9 napon keresztül a Parkinson betegséggel kapcsolatos kutatásokban vehetnek részt. A diákokat nemzetközi és tudományok közötti vegyes csoportokba osztják egy kisebb terület feldolgozása után az elért eredményeket be kell mutatni. Idén második alkalommal kerül megrendezésre Ljubljanában, Szlovéniában.

## Kiadványok

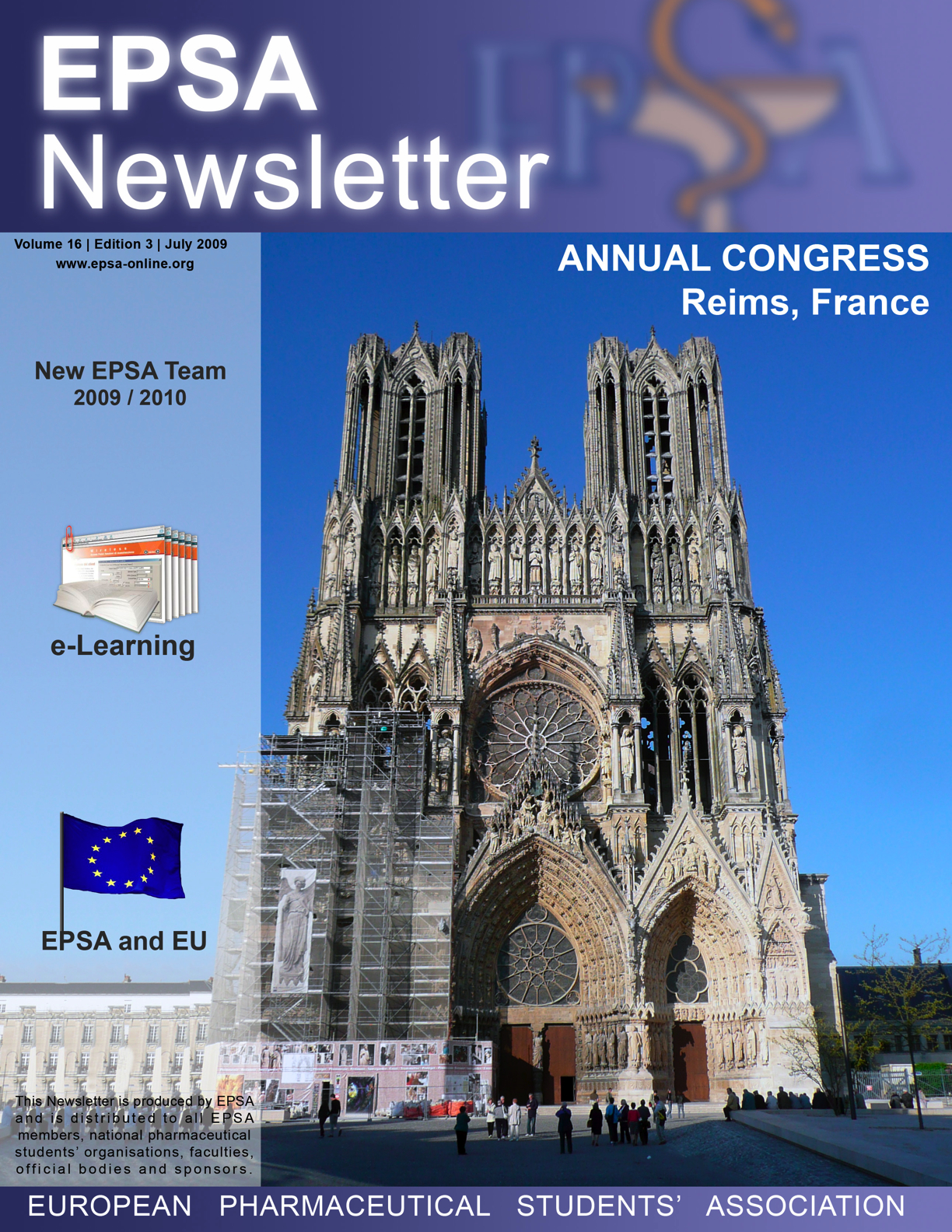
EPSA Newsletter.

### Hírlevél
Az EPSA Hírlevél hivatalos EPSA kiadvány. Évente három alkalommal jelenik meg 5000 példányban és minden EPSA taghoz, támogatókhoz és érdekelt szervezetekhez eljuttatják. A Hírlevélben az EPSA Tisztviselőktől és tagoktól olvashatunk cikkeket, és célja, hogy az Egyesület legfrissebb eredményeit valamint a megszerzett tudást és tapasztalatokat bemutassa. Ezen kívül kihangsúlyozza a legfontosabb témákat, melyek a gyógyszerészhallgatókat érinthetik és a közeljövő eseményeiről is beszámol.

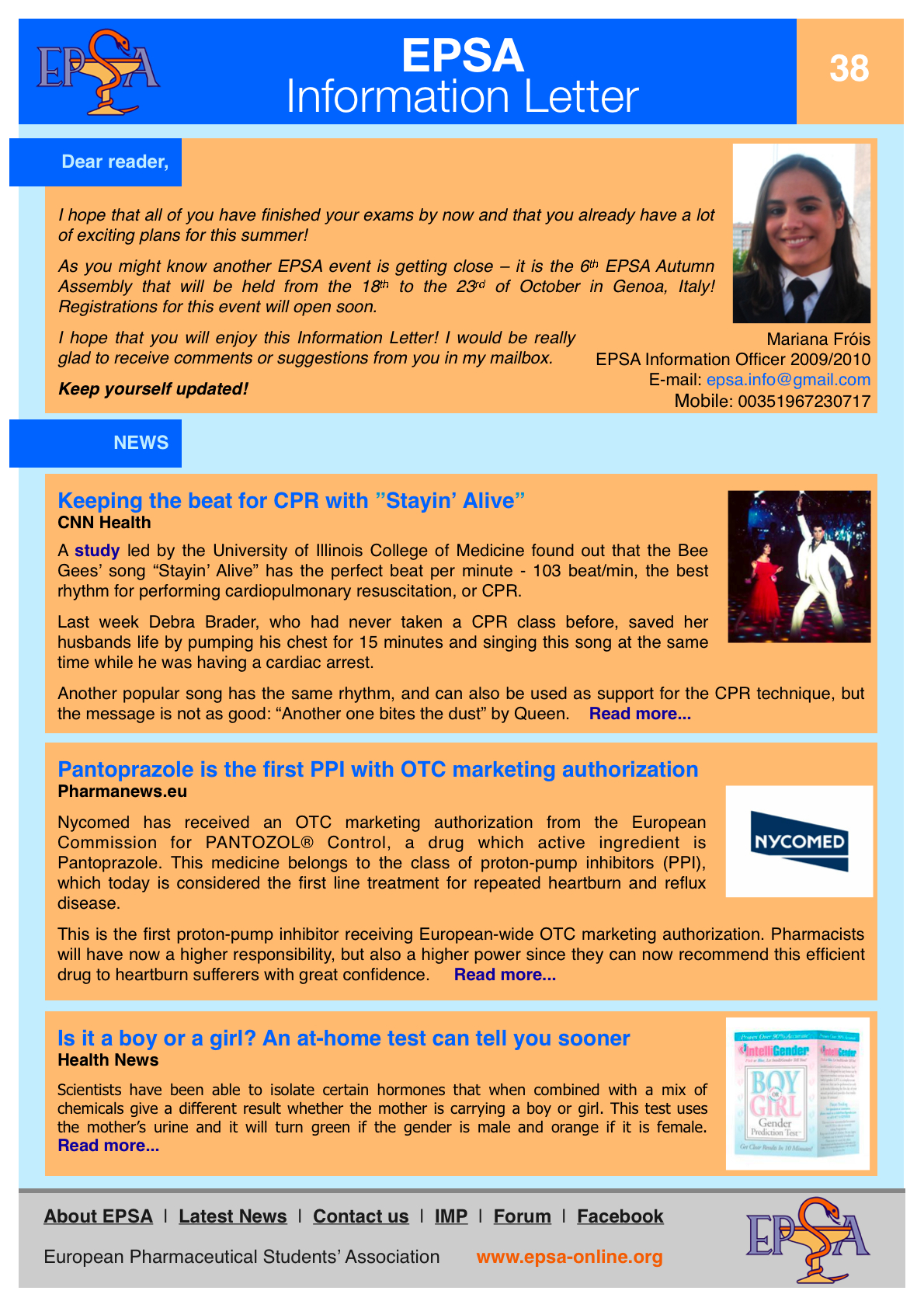
Information Letter.

### Információs levél
Az EPSA Információs levél célja, hogy az európai gyógyszerészhallgatók számára lényeges és hasznos tudást eljuttassa. Minden hónapban az Information Officer jelenteti meg és az Európai Unió valamint a tagországok gyógyszerészetet, egészségügyet érintő kutatások eredményeiről számol be. Az Információs levelet elektronikus formában minden diák megkapja, illetve lehetőség van az EPSA News e-group-hoz csatlakozni.

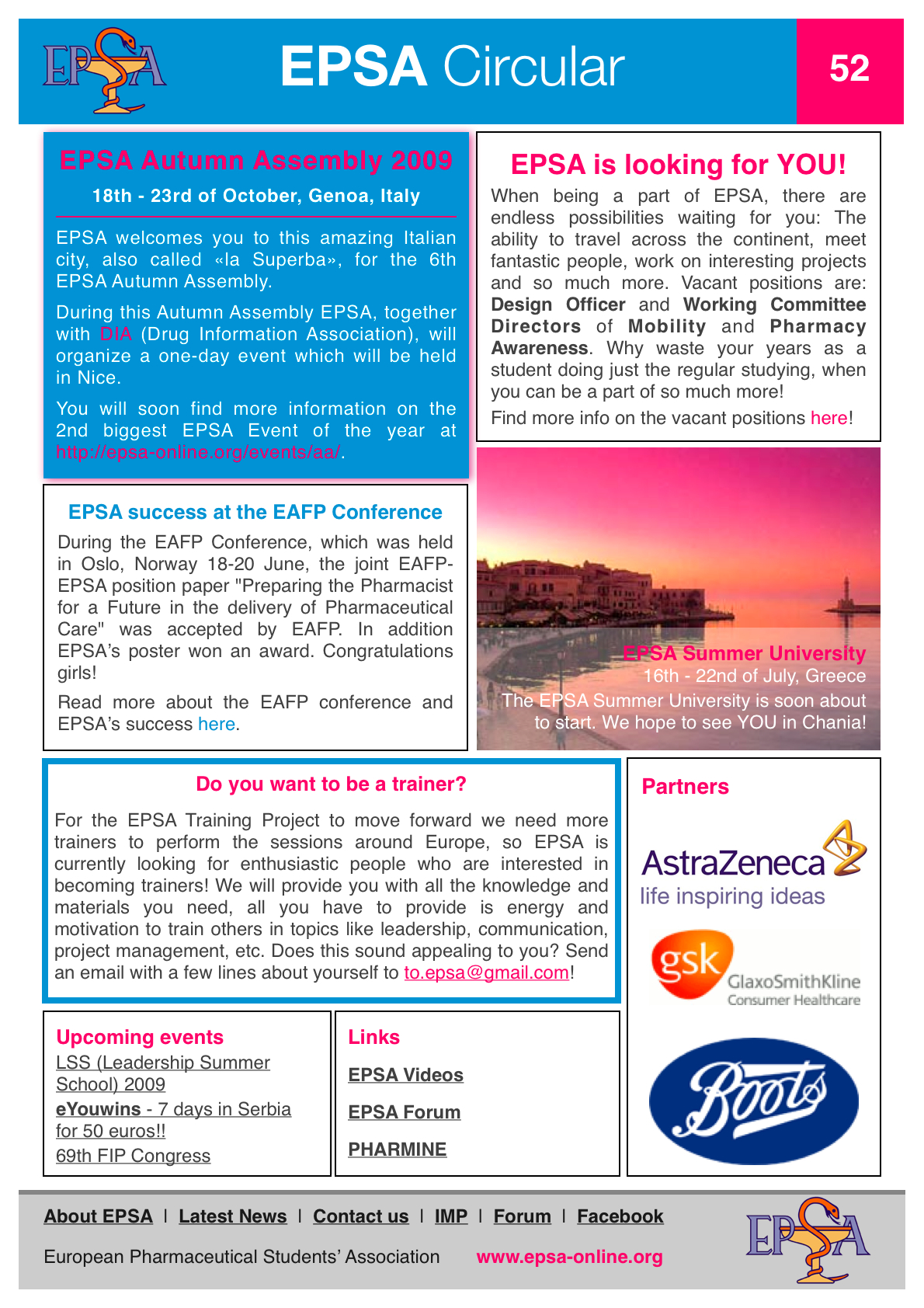
EPSA Circular.

in EPSA official website.

### Körlevél
A Körlevél tartalmazza a legfrissebb információkat az Egyesület programjairól és tevékenységeiről. Ezen keresztül lehetőség nyílik a programok népszerűsítésére és az események után vélemények megosztására. A Körlevelet minden hónapban kétszer elektronikusan küldik a diákoknak, de ezen kívül az Egyesület hivatalos honlapján is elérhető.

### Beszámolói füzet
A Beszámolói füzetet minden évben azzal a céllal adják ki, hogy az Egyesület vezetői összefoglalhassák az egyéves munkájukat. Ebben befejezésül találhatók az egyes felmérések eredményei, mint például az Éves kérdőív, valamint a Vélemény-nyilatkozat. A Leköszönő elnök feladata ezen kiadvány szerkesztése és kiadása, melyet minden EPSA tagország megkap.

## Témák, tervek

### Éves téma
Az éves témát minden évben a Kongresszus közgyűlésén szavazzák meg. A téma fő célja, hogy egy adott témakörön belül megfelelő tudást szerezzenek a diákok. Hogy ezt a célt sikeresen elérjék, az adott témakört nemzetközi előadókkal színesített programok keretében dolgozzák fel. A legfontosabb tudnivalókat pedig az év végen a Beszámolói füzetben foglalják össze. A 2010/2011-es Éves témát a krakkói közgyűlésen szavazták meg: Faramkovigilancia: Tartsuk a szemünket nyitva és a gyógyszereink biztonságát őrizzük meg. Ez a téma az előző éve program (Betegtájékoztatás, Szabadalom, Generikumok, Gyógyszerhamisítás) folytatásának is tekinthető, így ezzel teljessé válik a gyógyszerészeti csomag.

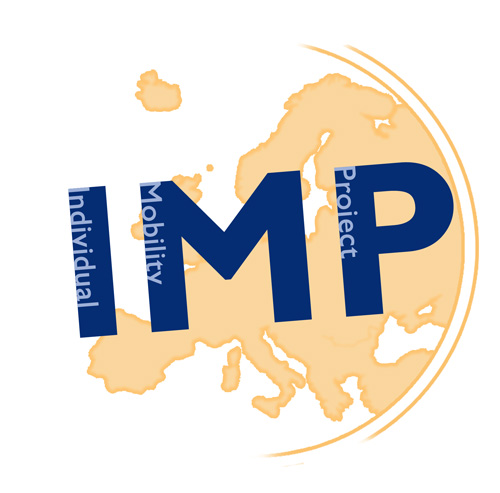
Individual Mobility Project.

### Individual Mobility Project (IMP)
Az EPSA ezen terve egy hosszú távú program, mely lehetőséget ad gyógyszerészhallgatóknak (harmadéves és ennél idősebbeknek) és friss diplomásoknak, hogy kutatói vagy közforgalmú valamint kórházi gyakorlatukat az EPSA tagországok egyikében végezzék. Ezáltal egyedülálló lehetőség nyílik arra, hogy más európai országot, más kultúrát megismerhessen a hallgató. A program keretein belül szakmai gyakorlatot vagy kutatói munkát 2 és 12 hónap közötti időtartamban lehet végezni.

### Éves kérdőív
Az Egyesület minden évben összeállít egy Éves Kérdőívet, amelyben a témához kapcsolódó összes kérdést összegyűjtik, és amelyet ezek után minden diákhoz eljuttatnak. Az eredmények végül szakmai szervezeteknek is bemutatásra kerülnek. Idén az Éves kérdőív témája: Egészségügyi szakmákon keresztüli tanulás – a gyógyszerészet tudományok közötti aspektusai.

### Lifelong Learning Certificate (Bizonyítvány az egész életen át tartó tanulásról)
Az EPSA Lifelong Learning Certificate biztosítja a lehetőséget egy kézzelfogható tanúsítvány megszerzéséhez azon gyógyszerészhallgatók számára, akik az EPSA keretein belül megrendezésre kerülő szakmai és oktatási programokon részt vesznek. Ez ugyanakkor felhívja a figyelmet az egészségügyben dolgozó szakemberek körében folyó folyamatos továbbképzés fontosságára, és hogy ezen adatokat megfelelő pontossággal rögzíteni kell folyamatosan. Azok kapják meg a bizonyítványt, akik egy év alatt 5 pontot szereznek meg. A pontokat EPSA eseményeken, illetve nemzeti szinten megrendezett EPSA programokon való részvételért lehet kapni.

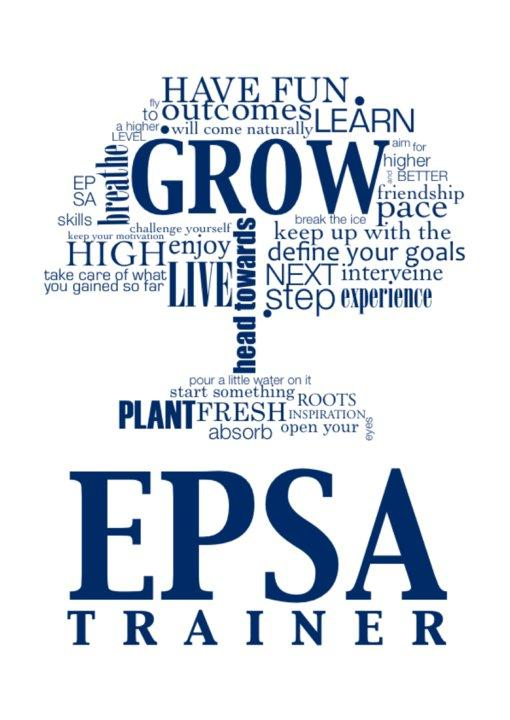
EPSA Training.

### Training Project
A fogalmat 2005-ben vezették be és a program vezetője a Training koordinátor. A táborok általában nem a gyógyszerészeti oktatásról szólnak, hanem az egyéb készségek (menedzsment, kommunikáció, tanácsadás) fejlesztéséről, melyeknek később hasznát vehetik a diákok a munkájuk során. Később a leginkább motivált és nagy reményeket sejtető diákok részt vehetnek a Training New Trainers (TNT) eseményen májusban, melynek elvégzésével erős vezetői képességeket szerezhetnek és tagjává válnak az EPSA Training csoportnak. Ezután ők is képessé válnak más diákok képzésére, és hogy a tudásukat továbbadják. A Training Projectet az Európai Közösség is támogatja.

### EPSA Super-Duper Adatbázisa
Az online adatbázis célja, hogy az EPSA tagok számára az összes fontos információ elérhető legyen. Az adatbázis megtalálható az Egyesület hivatalos honlapján. Az adatbázis tartalmazza az információkat az egyes európai országok gyógyszerészképzései között fellelhető különbségeket (tanterv, tanulmányi évek száma…), magáról a gyógyszerészeti szakmáról (gyógyszerészettel kapcsolatos szervezetek, egészségügyi intézmények…), és persze az adott országról a legfontosabbakat (pénznem, időjárás…). Az EPSA ezzel a programjával kiindulópontot ad azon diákoknak, akik más európai országban töltik el a gyakorlatukat.

### EPSA Öregdiák Adatbázisa
Az EPSA megalapítása óta nagyon sok diák dolgozott már azon, hogy az Egyesület minél jobb legyen. Az EPSA Öregdiák Adatbázisának célja, hogy összekapcsolja a mindenkori EPSA csapatot az öregdiákokkal, ezáltal is segítve a munkájukat. Ez a program megadja a lehetőséget az EPSA-val való kapcsolat fenntartására, és hogy az öregdiákok, akik idejüket áldozták az Egyesületre, előnyökhöz jussanak. A program célja, hogy az Éves Kongresszus alatt tartsanak egy Öregdiák hétvégét, egy Öregdiák magazin létrehozása, illetve egy olyan honlap szerkesztése, mely az öregdiákokra vonatkozó fontos információkat tartalmazza – az Öregdiák Adatbázis.

### Pharmine Project
A Pharmine Konzorciumot négy európai egyetem alkotja: a brüsszeli, a nancyi, a londoni és a lisszaboni, melyek tagjai a Gyógyszerésztudományi Karok Európai Egyesületének (EAFP). A Pharmine megvizsgálja a lehetőségét a Bologna-rendszer bevezetésének az oktatásba, a három legfontosabb gyógyszerészi szakterület (közforgalom, kórház, ipar) későbbi szükségleteinek figyelembe vételével. Az EPSA munkájával sesítve, hogy a Pharmine elérje ezen célját, a legkiemelkedőbb munkatárs: segít kidolgozni egy uniós tantervet a gyógyszerészeti oktatásról, melyet később az európai bizottságnak és nemzeti fennhatóságoknak is bemutat.

### TWINNET Project
A TWINNET Project célja, hogy a különböző országokban tanuló hallgatókat összekösse és megteremtse a lehetőséget, hogy a tudásukat egymás között megosszák. A programon belül lehetőség van kettő (TWIN), három (THREEN), négy vagy annál több (QUATRINO, MULTI-Exchange Project) ország diákjai között csereprogramra. A program témáját minden évben Közgyűlésen döntik el, majd a Liaison Secretry-k feladata, hogy segítsenek megszervezni és lebonyolítani a csereprogramot, valamint biztosítsák a hatékony kommunikációt a részt vevő egyesületek között. A 2010/2011-es évre a téma: Rák és az életvitel miatt kialakuló betegségek. A Mobilitásért felelős alelnök biztosítja, hogy a program megfelelően zajlik és segíti a Liaison Secretary-k munkáját különböző uniós ösztöndíjak, segélyek felkutatásában.

### Monthly Question Overview (Havi kérdések áttekintése)
A Monthy Question Overview egy információs levél, melyet az Oktatásért felelős alelnök minden hónapban elküld, és amelyben a munkacsoportok havi munkáját összegzi. Miután a munkacsoportok vezetői megírták a havi beszámolójukat, egy 80 szavas összefoglalást jelentetnek meg, melyben mindenki tudomást szerezhet az adott munkacsoport fejlődéséről.

## EPSA az Európai Unióban
Az Európai Unió több mint országok közötti államszövetség, de ennek ellenére nem egy szövetségi állam. Az EU politikája általánosságban, a Tanács, az Európai Parlament és az Európai Bizottságból alkotott intézményi háromszög által hozott döntések eredménye, mindhárom intézmény brüsszeli székhelyű, a Parlament minden hónapban plenáris ülést tart Luxemburgban. A Tanácsban minden ország kormányzata képviselteti magát és ez az EU fő döntéshozó testülete. A tagországok egymást váltva hat hónapig elnökei a Tanácsnak. Az Európai Parlament a választók által megszavazott testület, mely az állampolgárokat képviseli. Az EU tevékenységei feletti ellenőrzést végzi és a törvényhozói folyamatokban vesz részt. A Tanács az EU kormányzatok független testülete, mely fenntartja az együttes európai figyelmet. Az Európai Bizottság fő szervezeti egységei a főigazgatóságok, amelyek a főigazgató (director general) vezetésével, mint a nemzeti kormányokban a minisztériumok, egy-egy ágazat felügyeletét, irányítását végzik. A nemzeti törvényhozások több mint 70%-át a brüsszeli döntések alapján végzik. Vállalatok és egyesületek is növekvő számban ismerik fel az európai szinten történő lobbizás jelentőségét. Habár az EPSA egy nem-kormányzati egyesület, fontosnak tartotta, hogy egy állandó irodát nyisson Brüsszelben és az uniós intézmények felé érdeklődését kimutassa. Az EPSA számos kapcsolatot fenntart az Európai Bizottsággal, kiemelten a SANCO főigazgatósággal (egészségügyi és fogyasztói ügyekkel foglalkozó főigazgatóság) és az ENTR főigazgatósággal (vállalati és ipari főigazgatóság), valamint Európai Parlamenti küldöttekkel, akiken keresztül az EPSA a farmakovigilancia és gyógyszerészi gondozás területén a véleményét bemutathatja. A brüsszeli iroda ezen kívül lehetővé teszi más diákegyesületekkel történő kapcsolattartást is.

## EPSA-IPSF
A Nemzetközi Gyógyszerészhallgatók Szervezete (International Pharmaceutical Students’ Federation, IPSF) 350000 hallgatót képvisel a világ 75 országából. Az IPSF a gyógyszerészhallgatók vezető nemzetközi szervezete, melyet azzal a céllal hoztak létre, hogy a közegészségügy megnövekedett szerepére felhívja a figyelmet információs és oktatási szolgáltatásokkal, kiadványokkal és szakmai kezdeményezésekkel. Az EPSA-hoz hasonlóan ez is egy nem kormányzati, nem politikai és nem vallási szervezet. Az EPSA és az IPSF között van egy Megállapodási Nyilatkozat, melyet kétévente az egyesületek mindenkori elnökei újra és újra aláírnak. A Nyilatkozat értelmében mindkét egyesület elnökét egyszer meg kell hívni egy vezetőségi ülésre mindkét egyesületnek, és ezen belül egy napot szánni kell a két egyesület közötti együttműködés megvitatására. A dokumentum ezen kívül meghatározza hogyan lehetne növelni és fenntartani ezt az együttműködést: megosztani a kiadványokat, közös programok szervezése, egymás népszerűsítése… Az EPSA és az IPSF a World Healtcare Students’ Symposium-ban együtt dolgoznak, 2009-ben az EPSA Őszi Gyűlésén pedig egy EPSA-IPSF oktatási napot tartottak közösen.

## Külső hivatkozások
- Az EPSA hivatalos weboldala
- AstraZeneca
- Boots
- DIA - Drug Information Association Archiválva 2014. március 18-i dátummal a Wayback Machine-ben
- EMEA - The European Medicines Agency Archiválva 2007. október 22-i dátummal a Wayback Machine-ben
- GlaxoSmithKline
- IPSF - The International Pharmaceutical Students' Association
- PGEU -The Pharmaceutical Group of the European Union Archiválva 2018. november 10-i dátummal a Wayback Machine-ben
- The Pharmine Project